# Goldin Finance 117
Goldin Finance 117 is een wolkenkrabber in Tianjin, Volksrepubliek China. Het gebouw zou 597,01 meter hoog worden en 117 verdiepingen tellen. Het door P & T Architects & Engineers Limited ontworpen gebouw zou aanvankelijk in 2013 opgeleverd worden, maar de opening die in 2020 gepland was, is nooit doorgegaan. Op dit moment (februari 2025), is het gebouw ongebruikt en onafgewerkt. De bouwaannemer, China State Construction Engineering heeft alle bouwvakkers van de site weggehaald.

## Ontwerp
China 117 Tower heeft een oppervlakte van 406.000 vierkante meter. Tot verdieping 92 zal het kantoren bevatten, van verdieping 93 tot verdieping 117 zal een zes-sterren hotel zich vestigen. Het gebouw zal ongeveer 820.000.000 Amerikaanse dollar gaan kosten. Dit bedrag zal tot ongeveer 1,2 miljard oplopen als het winkelcentrum, waarop het gebouw zich bevindt, wordt meegerekend.